# Mateo Figoli
Mateo Figoli, vollständiger Name Mateo Figoli Martínez, (* 3. August 1984 in Maldonado) ist ein uruguayischer Fußballspieler.

## Karriere
Der 1,74 Meter große Mittelfeldspieler startete seine Karriere 2001 bei Deportivo Maldonado. Zwei Jahre später zog es ihn während des Torneo Apertura 2003 zum Zweitligisten und Lokalrivalen Club Atlético Atenas. 2005 wagte er den Sprung nach Europa und schloss sich zur Rückrunde der Saison dem schweizerischen Verein SC Kriens an. Nach einem halben Jahr kehrte er nach Uruguay zurück. Dort absolvierte er in der Spielzeit 2005/06 fünf Erstligapartien für die Rampla Juniors und wechselte anschließend nach Mexiko. Dort war er zunächst für Querétaro FC (27 Ligaspiele / sechs Tore) und danach für Puebla FC (17/1) aktiv, bis es ihn erneut in seine Heimat zog. Dort schloss er sich in der Landeshauptstadt dem Danubio FC auf Leihbasis für sechs Monate mit halbjähriger Verlängerungsoption an und kam in elf Spielen des Torneo Clausura der Spielzeit 2007/08 sowie in sechs Begegnungen der Copa Libertadores zum Einsatz. Zu Beginn der Saison 2008/09 nahm er ein Angebot des italienischen Vereins US Triestina an, spielte dort bis Januar 2010, ehe es für ihn nach 15 absolvierten Serie-B-Spielen (ein Tor) wieder nach Mexiko zum Club León ging. Mit einer Bilanz von je drei Spielen und drei Toren in der Clausura 2010 folgte der Wechsel zu Dorados de Sinaloa, für die er ab der Apertura 2011 spielte. Bei diesem Verein stehen für ihn in der Spielzeit 2011/12 sechs Erstligaeinsätze und die gleiche Anzahl erzielter Treffer zu Buche. Ab 2012 stand er bei Cúcuta Deportivo in Kolumbien unter Vertrag. Für die Kolumbianer absolvierte er 34 Liga-Begegnungen, in denen er je nach Quellenlage drei oder vier Treffer erzielte. In der zweiten Hälfte des Jahres 2013 stand er im Kader von Estudiantes Tecos, kam dort allerdings zu keinem Ligaeinsatz. Zum Jahresbeginn 2014 schloss er sich erneut dem mexikanischen Klub Dorados de Sinaloa an. Dort bestritt er 2013/14 sieben Spiele (kein Tor) in der Liga de Ascenso und zwei Partien (kein Tor) in der Copa México. Anschließend verpflichtete ihn ebenfalls 2014 Mineros de Zacatecas. Dort kam er in der Spielzeit 2014/15 22-mal (kein Tor) in der Liga de Ascenso und achtmal (kein Tor) in der Copa México zum Einsatz. Anfang Juni 2015 wechselte er zu Alianza Petrolera. Für die Kolumbianer lief er in 39 Erstligaspielen (vier Tore) und einmal (kein Tor) in der Copa Colombia auf. Ab Mitte Juni 2016 setzte er seine Karriere bei Atlético Huila fort und wurde dort 32-mal (zwei Tore) in der höchsten kolumbianischen Spielklasse und einmal (kein Tor) im Pokal eingesetzt. Im Jahr 2018 spielte er erneut für den Club Athlético Atenas; nach einer Saison mit vier Einsätzen (kein Tor) wechselte er 2019 nach Uruguay zu CA Ituzaingó de Maldonado.